# Fuente Cortijo El Villar
Fuente Cortijo El Villar es un antiguo acervo hidráulico, posiblemente coetáneo al Conjunto Hidráulico Carolino de Fuente Palmera, ya que presenta una estructura similar y con idénticos materiales y sistemas constructivos, con la excepción que la torre de esta fuente era cilíndrica y no prismática como el resto de conjuntos carolinos inventariados. Actualmente se encuentra totalmente abandonada y absorbida por la vegetación de ribera. Se encuentra en la provincia de Sevilla, pero a escasos 200 m de la división de términos municipales entre Écija (Sevilla) y Fuente Palmera (Córdoba). Fue utilizada por pastores y habitantes de la aldea del Villar, hasta hace dos décadas. Desde finales del siglo XVIII este manantial, se convirtió en uno de los más importantes para la subsistencia de los colonos llegados desde CentroEuropa. También muy frecuentado por las hordas de bandoleros que controlaban todos los caminos de esta zona del Desierto de La Parrilla, entre ellos, los Siete Niños de Ecija, que utilizaban los caminos entre Écija y Fuente Palmera para guarecerse de migueletes y buscarecompensas. Una de sus rutas más habituales era la que conecta este acervo histórico con el Conjunto Hidráulico Carolino existente en las proximidades de lo que era el núcleo de Fuente Palmera a finales del siglo XVIII, siguiendo en dirección hacía el "paso de barcas" por el río Guadalquivir, cercano al pueblo de Posadas. (Ruta Bandolera 1, de los Siete Niños de Ecija).
No existen instalaciones cercanas a la fuente, pero se encuentra en el enclave de una antigua gravera y a pocos metros de un arroyo afluente del Genil. Este lugar actualmente alberga un frondoso oasis de especies de ribera, creando una zona ideal para la celebración de actividades de ocio y medioambientales al aire libre. El caudal de la fuente surge de rocas detríticas y no se agota nunca.
Esta fuente junto a la cercana fuente de "El Lobo" (dirección Cañada de Rabadán) eran los dos puntos de abastecimiento para los colonos asentados en estas tierras. Sólo los ciudadanos de cierta edad de la aldea del Villar, conocen bien esta fuente en la que incluso han llegado a bañarse en los años de postguerra, cuando la piscina era un artículo de lujo desconocido en esta zona también conocida como «la Sartén de Andalucía». La carretera A-8203, hacia Ecija y separadora de los términos, pasa a unos 200 m. A unos 450 m al sur de esta fuente, se encuentra la urbanización Villa Alegre (núcleo residencial aislado pendiente de legalizarse en el término de Fuente Palmera).

## Fuente
- Fuente Cortijo El Villar (Écija) en cordopedia.

- Datos: Q5870126